# 白城子陸軍飛行学校
白城子陸軍飛行学校（はくじょうしりくぐんひこうがっこう）は、日本陸軍の軍学校のひとつ。主として航空航法の教育と研究を行った。1939年（昭和14年）7月に設立され、学校本部は設立当初埼玉県所沢町（現在の所沢市並木）に、のちに満州国（現在の中国東北部）白城子近郊の平台に置かれた。
1944年（昭和19年）6月、白城子陸軍飛行学校は栃木県芳賀郡（現在の宇都宮市の一部）に移転し、宇都宮教導飛行師団に改編された。1945年（昭和20年）7月、宇都宮教導飛行師団は教導飛行師団司令部と同師団の第6教導飛行隊に改編され、同年8月の太平洋戦争（大東亜戦争）終戦によって、ともに解体された。ここでは宇都宮教導飛行師団等についても述べる。

## 沿革

### 白城子陸軍飛行学校
陸軍の航空航法に関する教育と研究は、1933年（昭和8年）より下志津陸軍飛行学校で始まり、1935年（昭和10年）からは所沢陸軍飛行学校で行われていた。1937年（昭和12年）10月1日、所沢陸軍飛行学校の廃止により前述の教育と研究は「当分ノ内」という条件で熊谷陸軍飛行学校へ移管され、所在地は所沢のまま熊谷校の分教場として継続されていた。
1939年（昭和14年）7月1日施行の白城子陸軍飛行学校令（軍令陸乙第20号）により、独立したひとつの学校として航空航法の教育と研究を行う白城子陸軍飛行学校が開設された。学校令第1条で同校は学生に航法または航法勤務に関する学術を修得させ航法教育の進捗をはかるとともに、必要な兵器その他の資材の調査・研究・試験を行う所と規定された。
白城子陸軍飛行学校に入校する被教育者の分類および諸条件は次のとおり定められた（1939年7月時点）。
- 航法学生

航法に必要な学術を修習する者。飛行機の操縦を修得後およそ2年を経過した航空兵科尉官。
必要に応じ、他兵科（憲兵科を除く）尉官および下士官を航法学生とすることも可（学校令第2条）。
修学期間は約6か月。通常毎年2回入校。
- 特種学生

主として航法に関し地上勤務に必要な学術を修習する者。通信を修得した航空兵科尉官、および無線通信を修得した航空兵科下士官。
必要に応じ、他兵科（憲兵科を除く）尉官および下士官を特種学生とすることも可（学校令第2条）。
修学期間は約4か月。尉官は通常毎年1回、下士官は通常毎年2回入校。
- その他

臨時に各兵科（憲兵科を除く）将校以下を召集し、必要な教育を行うことも可（学校令第3条）。
白城子陸軍飛行学校は当初所沢に置かれたまま編成を開始し、同年10月以後に満州国の哈爾濱（ハルビン）市西方約300kmにある吉林省白城子からさらに西北方約20kmの平台に学校が設置され、同校附将校以下60名が先発移駐した。翌1940年（昭和15年）1月、学校の編成完結により平台へ完全移転、同地での業務を行った。また同年中に特種学生は航法勤務学生へ改称された。同校の編制は陸軍航空総監に隷属する校長以下、幹事、本部、教育部、研究部、材料廠、および学生であった。
1940年（昭和15年）2月25日、白城子陸軍飛行学校から同校の校長宝蔵寺久雄少将を乗せ東京へ向け飛行中であった九七式重爆撃機は、雨天の中機体の異常により京都府内に墜落した。この事故で主操縦者辻俊春少佐、宝蔵寺校長、同校幹事ほか同乗者全員が死亡した。なお事故日は日曜日であり、殉職による特別進級および叙位の関係等のため陸軍公式記録上では宝蔵寺校長らの死亡は翌2月26日となっている。
1941年（昭和16年）3月、学生教育と並行して実戦部隊に準じた作戦行動も任務となる白城子陸軍飛行学校教導飛行団および白城子教導航空地区司令部が編成された。白城子陸軍飛行学校教導飛行団は編成後、一般航空部隊と同様の訓練を実施し、ただちに作戦に参加できる練度を保持していた。
また同年5月から8月にかけて飛行学校内に練習部（陸軍挺進練習部の前身）が設置され、浜松陸軍飛行学校から移駐した約400名の空挺兵落下傘大量降下訓練も行われた。移駐により浜松では不可能であった大量降下訓練を実施できたが、辺地である白城子の気候は苛烈であり、設備がそれに伴わず教育と研究の実施は容易ではなかった。
1942年（昭和17年）11月より白城子陸軍飛行学校教導飛行団および白城子教導航空地区司令部は、飛行学校を離れ新編の第6飛行師団の指揮下に入り、同年12月南太平洋へ派遣された。同飛行団および同航空地区司令部は翌1944年（昭和19年）3月までガタルカナル島撤退支援、東部ニューギニア爆撃などの作戦行動に従事した。
1944年（昭和19年）1月より特別操縦見習士官第1期のうち学生航空連盟出身者39名が白城子陸軍飛行学校で教育された。同年3月末、白城子陸軍飛行学校教導飛行団、同航空地区司令部は編成を解かれた。同年5月または6月に白城子陸軍飛行学校は栃木県芳賀郡清原村（現在の宇都宮市清原地区）の宇都宮陸軍飛行場に移転した。

### 宇都宮教導飛行師団
1944年（昭和19年）6月、太平洋戦争（大東亜戦争）の戦況が悪化し、陸軍中央部は「実施校」と呼ばれる飛行学校5校と1分校、および航空整備学校1校を軍隊化し、航空総監隷下で教育および研究と作戦行動を常時並行して行わせることとした。 軍令陸乙第29号により白城子陸軍飛行学校は閉鎖され、宇都宮教導飛行師団に改編された。同年8月、航空総監部の兼任による教導航空軍司令部が編成され、各教導飛行師団を指揮した。宇都宮教導飛行師団は保有する若干の戦闘機が第10飛行師団の指揮下に入ったほか、捷三号作戦の計画にも組み込まれた。師団の編制は司令部、教導飛行隊、教導整備隊、教導航測隊である。
1945年（昭和20年）4月、本土決戦に備え航空諸軍を統率する天皇直隷の航空総軍司令部が編成され、航空総監部は閉鎖された。これにともない宇都宮教導飛行師団は航空総軍司令官の隷下に入った。

### 教導飛行師団 第6教導飛行隊
1945年（昭和20年）7月10日、軍令陸甲第103号が下令され、前年6月より作戦任務と航空要員の教育を兼務していた各教導飛行師団は作戦部隊と教育部隊に分離改編された。教育専任となったのは従来の6個教導飛行師団を1個に統合した地名を冠称しない教導飛行師団で、その編制は司令部と第1から第6までの教導飛行隊である。宇都宮教導飛行師団は新しい教導飛行師団司令部の基幹となり、ほかに第6教導飛行隊を編成した。
同年8月、御前会議でポツダム宣言の受諾が最終決定され、8月15日正午より終戦に関する玉音放送が行われた。陸軍のすべての部隊は一切の武力行使を停止され、教導飛行師団司令部および第6教導飛行隊は逐次復員した。

## 年譜
- 1939年7月 - 所沢で白城子陸軍飛行学校を開設。編成開始。
- 1939年10月 - 満州国平台へ一部移駐。
- 1940年1月 - 編成完結。平台へ移転。
- 1941年3月 - 白城子陸軍飛行学校教導飛行団を編成。
- 1944年5～6月 - 栃木県芳賀郡へ移転。
- 1944年6月 - 宇都宮教導飛行師団に改編。
- 1945年7月 - 教導飛行師団司令部および第6教導飛行隊に改編。
- 1945年8月 - 終戦。以後、逐次復員。

## 教育内容
1940年（昭和15年）に陸軍航空総監部が指示した教育内容は次のとおりである。学校開設時の特種学生は、航法勤務学生と名称が改められている。
航法学生教育
操縦将校に対し、飛行隊における空中航法の骨幹となるため必要な技能と同時に、航空部隊で教官となるために必要な学術を修得させる。
術科 ー 計器飛行、空中航法（推測航法・無線航法・応用航法）。
学科 ー 計測器学、航法学、航空気象学、通信/電気学、教育法、戦術。
航法勤務学生（将校）教育
無線通信を修得した将校に対し、航法勤務に関する学術と、航法勤務に関する指揮官および航空部隊で教官となるために必要な技能を修得させる。
術科 ー 器材の取扱、航法通信、航法勤務（機上勤務・地上勤務）、教練。
学科 ー 航法学、教育法、戦術。
航法勤務学生（下士官）教育
無線通信を修得した下士官に対し、航法勤務に関する学術と、航空部隊における航法勤務の基幹となる下士官に必要な技能を修得させる。
器材の取扱、航法通信、航法勤務、教練。
翌年以降の教育内容については、現存する史料が確認できない。

## 歴代校長

### 白城子陸軍飛行学校
- 宝蔵寺久雄 少将：1939年7月1日 - 1940年2月26日 （事故殉職）
- 安倍定 少将：1940年3月5日 - 1941年7月17日
- 原田宇一郎 少将：1941年7月17日 - 1942年2月20日[37]
- 山瀬昌雄 少将：1942年2月20日 - 1943年9月11日
- 小沢武夫 少将：1943年9月11日 - 1944年6月20日

### 宇都宮教導飛行師団
白城子陸軍飛行学校長は教導飛行師団編成により宇都宮教導飛行師団長となった。ただし通常の飛行師団長の階級が天皇より直接辞令を受ける親補職であるのに対し、宇都宮教導飛行師団長は親補職ではなかった。
- 近藤兼利 少将：1944年6月20日 - 1945年3月1日
- 加藤敏雄 少将：1945年3月1日 - 1945年4月15日[40]

### 教導飛行師団
明野教導飛行師団、下志津教導飛行師団、浜松教導飛行師団、鉾田教導飛行師団、常陸教導飛行師団、宇都宮教導飛行師団は合併し単一の教導飛行師団となり、宇都宮には教導飛行師団司令部と第6教導飛行隊が置かれた。
師団長
- 橋本秀信 中将：1945年7月16日 -

第6教導飛行隊隊長
- 三木了 中佐：1945年7月18日 -